# Villahermosa del Campo
Villahermosa del Campo – gmina w Hiszpanii, w prowincji Teruel, w Aragonii, o powierzchni 19,2 km². W 2011 roku gmina liczyła 99 mieszkańców.